# Roger Frey
Roger Frey nacido el 11 de junio de 1913 y fallecido en 1997, fue ministro del Interior de Francia del 6 de mayo de 1961 hasta el 6 de abril de 1967 y presidente del Consejo Constitucional desde 1974 hasta 1983.